# Bocskói Viktor
Bocskói Viktor, családi nevén Rösler, magyarositva Röszler (Máramarossziget, 1902. szeptember 4. – 1996. augusztus 26.[forrás?]), német származású magyar újságíró, szerkesztő, műfordító.

## Életútja
A gimnáziumot szülővárosában végezte 1920-ban, államtudományi doktorátust a kolozsvári egyetemen szerzett 1932-ben. Kolozsvári napilapok közgazdasági rovatvezetője (1925–40), a Mişcare Minoritară (1934–36), Szövetkezeti Értesítő (1935–42), Jogi Kalauz (1940–42) szerkesztője, az Igazság főmunkatársa (1946–51), egy időben a Romániai Magyar Szó szerkesztője, majd a Tudományos Könyvkiadó (1951–53) s a Mezőgazdasági és Erdészeti Állami Könyvkiadó (1954–58) magyar osztályain dolgozott.
A második világháború küszöbén feltűnést keltettek cikksorozatai román és magyar államférfiak tárgyalásairól az 1848-as forradalom és az 1867-es kiegyezés között (Küzdelem a kétfejű sasok ellen, Keleti Újság, 1938), a régi Bukarest magyar életéről (Ellenzék 1938) s az egykori Săcuieni megyéről (Keleti Újság 1939). Újgazdák c. egyfelvonásosát (1947) kiadta a JBA, Katalin nagyasszony c. egyfelvonásosát (1947) díjazta a Magyar Népi Szövetség (MNSZ), Szabadság, szerelem c. alkalmi színművét 1948. március 15-én mutatta be a kolozsvári Magyar Színház (megjelent nyomtatásban is). Oroszból lefordította Vszevolod Ivanov Páncélvonat c. drámáját (1949). Népszerűsítő brosúrái közül a Nagy orosz demokrata gondolkodók (1949) Herzen, Belinszkij, Dobroljubov és Csernisevszkij tanításáról szól. Megkísérelte a magyar és román gyorsírási rendszerek egységesítését (A gyorsírás hazai fejlesztéséért, Korunk, 1965/3).